# Barão
Barão es un municipio brasileño del estado del Rio Grande do Sul. Se localiza a una latitud 29º22'37" sur y a una longitud 51º29'44" oeste, estando a una altitud de 642 metros. Su población estimada llega en 2007 a 5420 habitantes. 
Posee un área de 122,31 km². 